# 각라봉
각라봉(皮羅閤, 712년 ~ 779년)은 748년부터 사망한 779년까지 제6대 남조의 국왕이다. 버지는 전대 국왕 피라각이다.